# Пасха в Финляндии
Па́сха в Финля́ндии (фин. Pääsiäinen Suomessa, швед. Påsk i Finland) — государственный праздник в Финляндии, посвящённый Воскресению Христову и отмечаемый в соответствие с григорианским календарём как евангелическо-лютеранской и католической церквями, так и православной архиепископией.
Пасхальные выходные начинаются в стране с вечера Великого четверга, когда большинство финнов покидают города и направляются за город, а заканчиваются в понедельник Светлой седмицы. В эти дни отмечается увеличение заторов на дорогах.
Сеть магазинов винной монополии Alko, а также почта, банки в пасхальные дни бывают закрыты с пятницы до вторника. Другим торговым сетям с 2016 года было разрешено самим определять график работы в праздничные дни.

## Традиции
Пасхальный цвет в Финляндии — жёлтый, а символом является кролик. Из цветов популярны нарциссы, а из домашних украшений — проросшая зелень овса или травы, а также цыплята.
С 1995 года, в Страстную пятницу в центральной части Хельсинки с 21:00 проходит театрализованное шествие «Via Crucis», начинающееся в парке Каисаниеми и заканчивающееся у Кафедрального собора на Сенатской площади. В 2017 году шествие Крестного пути (в том числе и образ Христа) сыграла полностью женская актёрская группа.
В официальном пасхальном городе Финляндии Рийхимяки пасхальные торжества собирают ежегодно до 7,5 тысяч посетителей.
Сохраняется традиция пасхальных костров, особенно в регионе Похъянмаа. В Хельсинки пасхальный костер зажигается в 18.00 в субботу на острове Сеурасаари.
Пасха занимает третье место (после Рождества и Дня святого Валентина) по количеству отправляемых финнами поздравительных открыток.

## Пасхальный стол
Из горячих пасхальных блюд в Финляндии популярна запечённая баранина, из напитков — красное вино (так в предпасхальные дни 2013 года в магазинах Alko было продано более 835 тысяч литров красного вина).

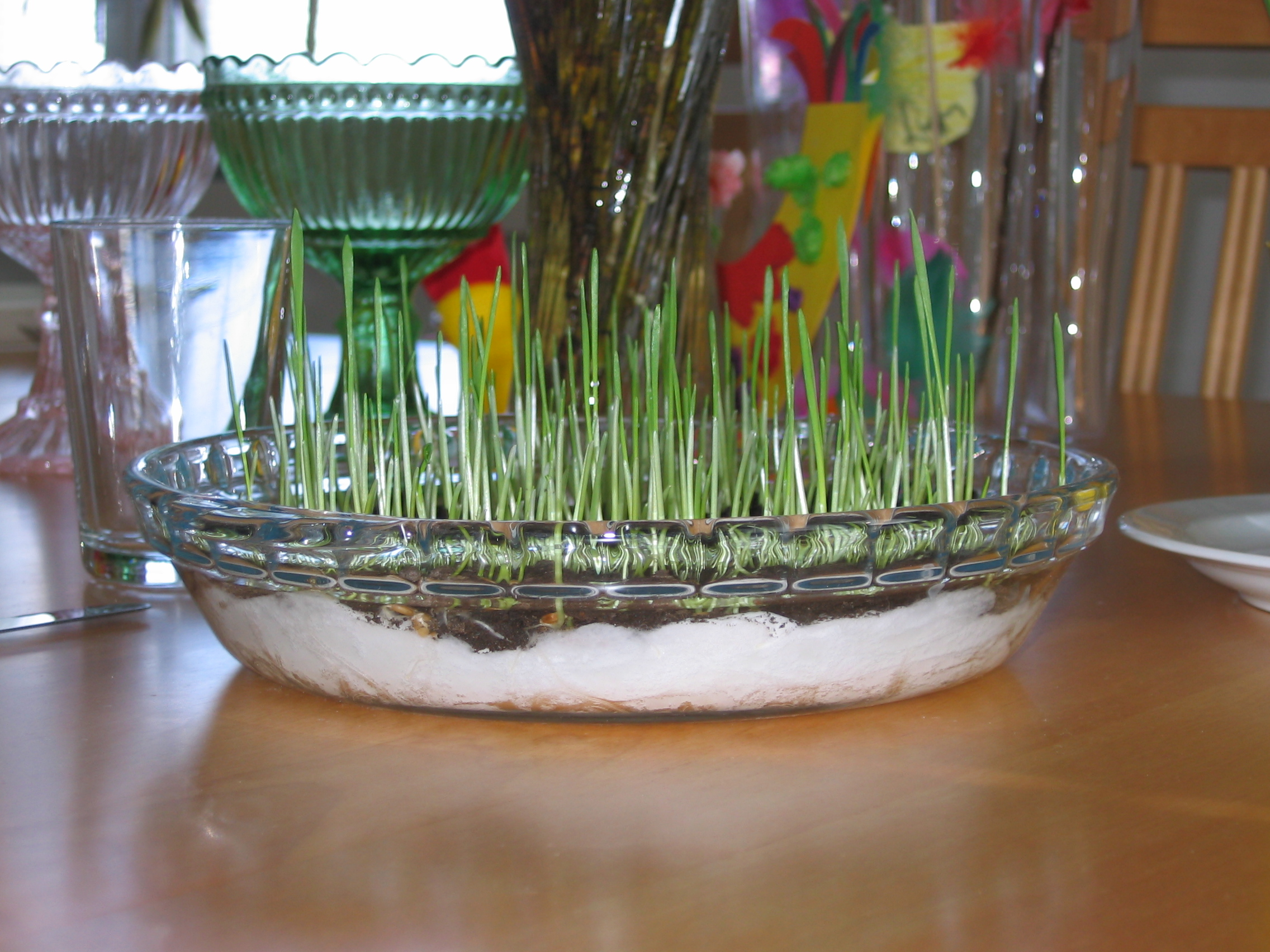
Украшение стола
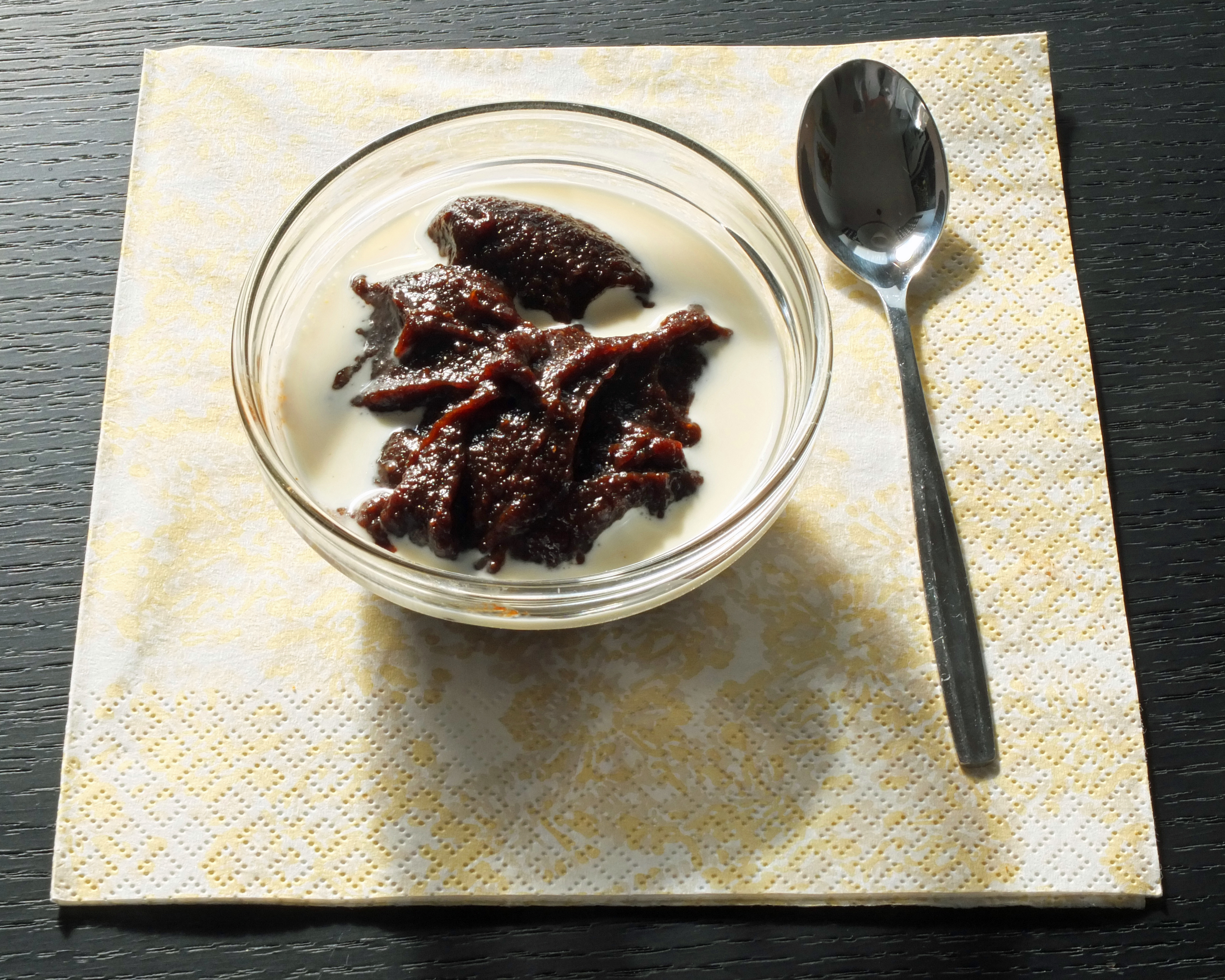
Мямми
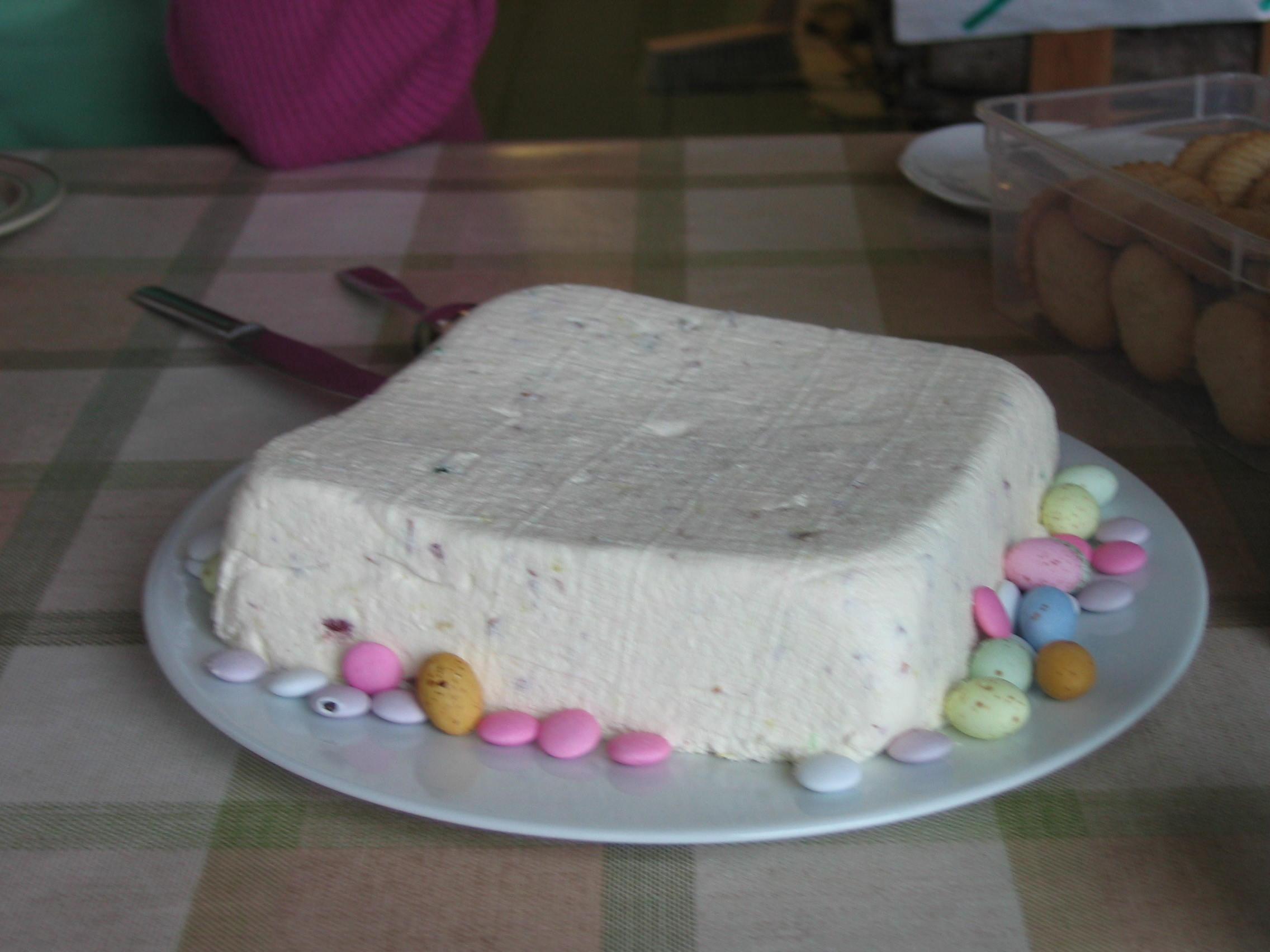
Пасха
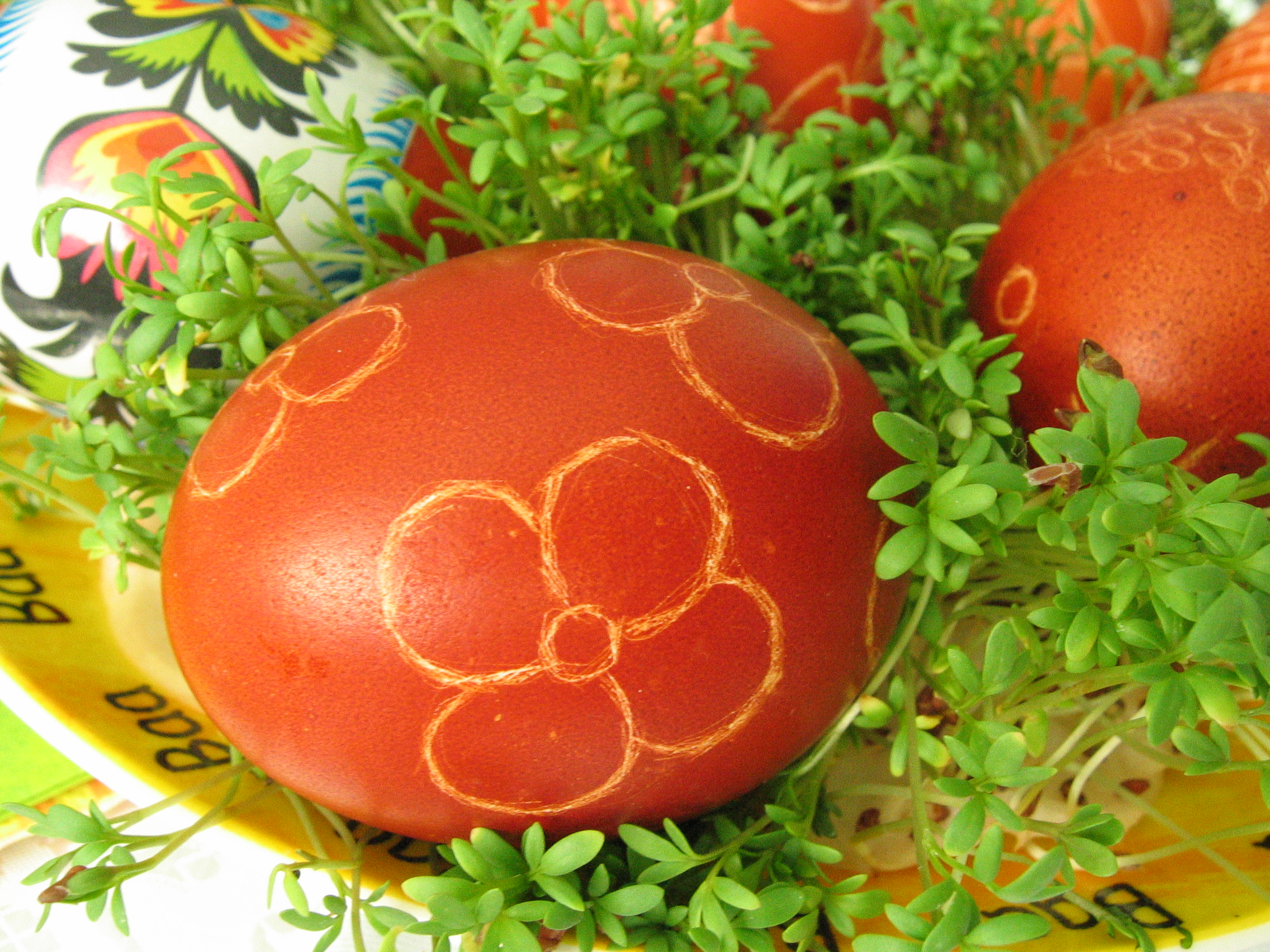
Окрашенные яйца

Пасхальный стол финнов включает также традиционное пасхальное десертное блюдо — мямми, а в православных семьях — пасху и окрашенные яйца, однако статистика 2017 года показывает, что 40 % жителей Финляндии едят в эти дни повседневную еду и не приглашают к себе гостей.